# عبد الوهاب بن عبد الله الفارس
عَبْدُ الْوَهَّابِ بْنُ عَبْدِ اللَّهِ بْنِ عَبْدِ الْعَزِيزِ بْنِ مُحَمَّدِ بْنِ عَبْدِ اللَّهِ الْفَارِسُ الْحَنْبَلِيُّ ويُعرف اختصارًا بـ عبد الوهاب الفارس (1319 – 17 رجب 1395هـ / 1901 – 26 يوليو [تموز] 1975م) عالم مسلم فقيه حنبلي كويتي.
بدأ في طلب العلم مُبكِّرًا في فترة شبابه فبدأ بحفظ القرآن وتعلُّم القراءة والكتابة عند الكتاتيب والتقى بالشيخ عبد الله بن خلف الدحيان ودرس عنده فقه الإمام أحمد بن حنبل.
في سنة 1350هـ/1931م أدى عبد الوهاب الفارس فريضة الحج وفي مكة والمدينة المنورة التقى بكثيرٍ من العلماء وجلس في حلقاتهم واستفاد من دروسهم.
في سنة 1345هـ/1936م تولى عبد الوهاب الفارس إمامة مسجد الفهد بعد وفاة إمامه سليمان بن مانع وبقي عبد الوهاب الفارس إمامًا في المسجد قُرابة 50 سنة إلى أن تُوفِي، وكان له دورٌ في مجال التدريس فقد درَّس تلميذه عبد الله النوري كتاب نيل المآرب في شرح دليل الطالب للتغلبي في سنة 1351هـ/1932م، وتُوفِي عبد الوهاب الفارس يوم السبت تاريخ 17 رجب 1395هـ/26 يوليو (تموز) 1975م.

## نشأته

### نسبه
هو: «عبد الوهاب بن عبد الله بن عبد العزيز بن محمد بن عبد الله الفارس». وأسرته الفارس تنتمي إلى بني تميم العدنانية وكان موطن أسرته قبل قدومها إلى الكويت في روضة سدير.

### مولده
وُلِد عبد الوهاب الفارس في أواخر سنة 1319هـ/1901م بالكويت ولمَّا بلغ 18 من عمره تُوفِي والده سنة 1338هـ/1919م وقد كان عبد الوهاب الفارس سادس إخوته وله من الإخوان أربعة ذكور وأنثتين، وقد كان جده محمد بن عبد الله الفارس أحد فقهاء الحنابلة في الكويت.

## طلبه للعلم
بدأ في طلب العلم مُبكِّرًا في فترة شبابه فبدأ بحفظ القرآن وتعلُّم القراءة والكتابة عند الكتاتيب وكان ذلك في حياة والده، وبعد وفاة والده سنة 1338هـ/1919م التقى بالشيخ عبد الله بن خلف الدحيان ورأى عبد الله الدحيان في عبد الوهاب الفارس إخلاصًا في طلب العلم فاجتهد في رعايته وتربيته وتعليمه فدرَّسه فقه الإمام أحمد بن حنبل، وفي سنة 1350هـ/1931م عزم عبد الوهاب الفارس على أداء فريضة الحج وفي مكة والمدينة المنورة التقى بكثيرٍ من العلماء وجلس في حلقاتهم واستفاد من دروسهم.

## أعماله

### الإمامة والخطابة
في سنة 1345هـ/1936م تولى عبد الوهاب الفارس إمامة مسجد الفهد بعد وفاة إمامه سليمان بن مانع وبقي عبد الوهاب الفارس إمامًا في المسجد قُرابة 50 سنة إلى أن تُوفِي.

## نشاطاته العلمية

### التدريس
كان عبد الوهاب الفارس له دورٌ في مجال التدريس ويُذكر أنه في سنة 1351هـ/1932م درَّس تلميذه عبد الله النوري كتاب نيل المآرب في شرح دليل الطالب للتغلبي.

## حياته الشخصية

### صفاته الخُلُقية
وصف عبد الله النوري أخلاق شيخه عبد الوهاب الفارس قائلًا: «كان  تعالى على جانب كبير من الورع والتقى، متخلقًا بأخلاق السلف الصالح، فقيهًا في مذهبه شديد التمسك بالشرع لا يحابى ولا يجامل ولا يداهن ولا يبيع الدين بالدنيا ولا تأخذه في كلمة الحق لومة لائم، كان جوادًا رحيمًت بالضعفاء كريمًا عليهم وكان على جانب كبير من الرجولة وإنكار الذات والتفاني في سبيل الغير».

### صفاته الخَلْقية
كان حُسن المظهر نظيفًا دائمًا وقليل الكلام وكان مربوع القامة وممتلئ الجسم وحنطي اللون وطويل اللحية وأبيض الشعر وسريع المشي.

## وفاته
في إحدى الفترات، أحس عبد الوهاب الفارس بوعكة خفيفة ولكنها لم تمنعه من أداء الفرائض وصلاة الجمعة وقبل شروق الشمس في يوم السبت 17 رجب 1395هـ/26 يوليو (تموز) 1975م تُوفِي الشيخ ونُقل جثمانه في نفس اليوم.

### فهرس المراجع
منشورات
1. ↑  الرومي (1999)، ص. 501–502.
2. ↑  الرومي (1999)، ص. 98.
3. ↑  الرومي (1999)، ص. 502.
4. ↑  الرومي (1999)، ص. 97.
5. 1 2 3  الرومي (1999)، ص. 503.
6. ↑  الرومي (1999)، ص. 505.
7. 1 2  الرومي (1999)، ص. 506.
8. 1 2  الرومي (1999)، ص. 504.

### بيانات المراجع (مُرتَّبة حسب تاريخ النَّشر)
- عدنان سالم الرومي (1999)، علماء الكويت وأعلامها: خلال ثلاثة قرون (ط. 1)، الكويت: مكتبة المنار الإسلامية، LCCN:99901258، OCLC:42010511، OL:16298049M، QID:Q130771917